# عمر دی. کنگر
عمر دووایت کنگر (به انگلیسی: Omar Dwight Conger) سناتور سابق عضو حزب جمهوری‌خواه ایالات متحده آمریکا بود. وی در سال ۱۸۸۱ تا ۱۸۸۷ میلادی سناتور ایالت میشیگان در سنای ایالات متحده آمریکا بود.